# Aldona Młyńczak
Aldona Janina Młyńczak z domu Pietkuń (ur. 25 maja 1958 we Wrocławiu) – polska polityk i architektka, posłanka na Sejm V, VI, VII i VIII kadencji.

## Życiorys
Absolwentka Wydziału Architektury na Politechnice Wrocławskiej (w 1982 uzyskała tytuł magistra inżyniera) oraz studiów podyplomowych na tej samej uczelni w zakresie wyceny, obrotu i zarządzania nieruchomościami (ukończonych w 1999). Pracowała we wrocławskich biurach projektów w latach 1985–1991, prowadziła później do 2002 własną działalność gospodarczą, następnie zajmowała się doradztwem inwestycyjnym. Pełniła m.in. funkcję radnej Osiedla Ołtaszyn we Wrocławiu, a od 2002 radnej wrocławskiej rady miejskiej.
W latach 80. należała do Niezależnego Zrzeszenia Studentów, w latach 1998–2001 – do Unii Wolności, a w 2001 wstąpiła do Platformy Obywatelskiej. W tym samym roku bezskutecznie kandydowała do Sejmu.
W wyborach parlamentarnych w 2005 z listy PO została wybrana na posła V kadencji w okręgu wrocławskim. W wyborach w 2007 po raz drugi uzyskała mandat poselski, otrzymując 5420 głosów. W Sejmie pracowała w Komisji Gospodarki oraz Komisji Infrastruktury. W wyborach w 2011 bezskutecznie ubiegała się o reelekcję (uzyskując 4855 głosów), jednak 5 czerwca 2014 objęła mandat w miejsce wybranego do Parlamentu Europejskiego Bogdana Zdrojewskiego.
W wyborach w 2015 została ponownie wybrana do Sejmu, otrzymując 5189 głosów. W Sejmie VIII kadencji została członkinią Komisji Infrastruktury oraz Komisji Gospodarki i Rozwoju. W wyborach w 2019 nie uzyskała poselskiej reelekcji.